# SW-Sextantis-Stern
SW-Sextantis-Sterne sind eine Untergruppe der kataklysmischen Veränderlichen. Diese Doppelsternsysteme bestehen aus einem Roten Zwerg, der Materie über eine Akkretionsscheibe auf einen Weißen Zwerg transferiert. Im Gegensatz zu anderen nicht-magnetischen kataklysmischen Veränderlichen werden bei SW-Sextantis-Sternen die Emissionslinien der Balmer-Serie und des Heliums nur als Einzellinien beobachtet und schwächen sich während des Bedeckungslichtwechsels kaum ab, wenn der Weiße Zwerg und der zentrale Teil der Akkretionsscheibe von der Erde aus durch den Roten Zwerg verdeckt werden.

## Eigenschaften
Alle SW-Sextantis-Sterne haben Umlaufdauern zwischen 2,8 und vier Stunden sowie ursprünglich eine hohe Bahnneigung, wodurch es mit großer Wahrscheinlichkeit zu einem Bedeckungslichtwechsel kommt. Ihre spektralen Eigenschaften entsprechend denen von Zwergnovae im permanenten Ausbruch, den Novaähnlichen mit einer permanent ionisierten Akkretionsscheibe. Bei diesen kataklysmischen Veränderlichen strömt soviel Materie vom Begleitstern in die Akkretionsscheibe, dass die Scheibe aufgrund der Viskosität aufleuchtet und das optische Spektrum dominiert. Bei SW-Sextantis-Sternen werden die Emissionslinien der Balmer-Serie und des Heliums als einzelne Linien beobachtet. Da diese Emissionslinien in der Scheibe entstehen, würden zwei Linien erwartet, die aufgrund der Dopplerverschiebung sowohl blau als auch rot verschoben sind. Weiterhin nimmt die Intensität dieser Emissionslinien während des Bedeckungslichtwechsels kaum ab. Die Flügel der Emissionslinien sind bis auf Geschwindigkeiten von bis zu 4000 km/s verbreitert. Im UV werden Emissionslinien des Weißen Zwerges beobachtet, die auf für kataklysmische Veränderliche ungewöhnlich hohe Temperaturen weisen und die Annahme einer hohen Akkretionsrate unterstützen.
Weiterhin folgen die Emissionslinien der SW-Sextantis-Sterne nicht der Bewegung des Weißen Zwergs. Die Umlaufdauer der SW-Sextantis-Systeme liegen alle knapp oberhalb der Periodenlücke und deuten auf eine gemeinsame Entwicklungsphase dieser kataklysmischen Veränderlichen hin. Schwieriger zu entdecken sind SW-Sextantis-Systeme mit niedrigem Inklinationswinkel, da bei ihnen kein einfach zu entdeckender Bedeckungslichtwechsel auftritt. Inzwischen stellen diese Doppelsternsysteme knapp die Hälfte der SW-Sextantis-Sterne und stehen im Gegensatz zu älteren Hypothesen, wonach SW-Sextantis-Systeme keine ungewöhnlichen physikalischen Eigenschaften aufweisen, sondern das Ergebnis eines Auswahleffekts von Systemen mit hoher Bahnneigung sind.

## Interpretation
Jede Interpretation der SW-Sextantis-Sterne muss die hohe Massentransferrate mit der Umlaufdauer knapp oberhalb der Periodenlücke in Verbindung bringen. Die Standardtheorie der kataklysmischen Veränderlichen geht davon aus, dass die Massentransferrate über magnetischen Drehmomentverlust gesteuert wird. Durch den Sternwind des Roten Zwergs wird Plasma, ionisierte Materie, in den Raum beschleunigt und folgt den Magnetfeldlinien des Sterns. Das Plasma ist in den Magnetfeldlinien eingefroren und folgt der Rotation des Sterns. Da der Stern das abströmende Plasma mitschleppen muss, wird die Rotation des Sterns abgebremst. Dies wiederum vermindert den Gesamtdrehimpuls des Doppelsterns und führt zusammen mit der Umverteilung von Materie im Doppelsternsystem zu einer Verringerung der Bahnachse, wodurch der Massentransfer aufrechterhalten wird.
In diesem Zusammenhang wird vermutet, dass der Kern des Roten Zwergs schneller rotiert als die Bahnumlaufdauer. Da sich der Radius des Kerns aufgrund des Massentransfer verkleinert, muss aus Gründen des Erhalts des Drehmoments der Kern schneller rotieren und daher über den Alpha-Omega-Dynamo ein stärkeres Magnetfeld erzeugen. Dieses führt wiederum zu einem stärkeren magnetischen Drehmomentverlust und in der Folge zu einer höheren Massentransferrate.
Eine andere Interpretation des SW-Sextantis-Phänomens ist, dass es sich nur um einen temporär hohen Massentransfer handelt. Es sind auch kataklysmische Veränderliche mit einer Periodenlänge knapp oberhalb der Periodenlücke bekannt wie RR Pictoris, XX Tauri und V728 Scorpii. Dies wird im Rahmen des Winterschlafmodells interpretiert, wonach es nach einem Novaausbruch durch die Aufheizung des Roten Zwergs zu einer hohen Massentransferrate kommt, bis sich der Weiße Zwerg wieder abgekühlt hat. Der Radius des Roten Zwergs schrumpft und die Massentransferrate fällt auf recht geringe Werte ab. Durch den Verlust von Drehmoment kommen die beiden Komponenten des Doppelsternsystems wieder in Kontakt und die Massentransferraten steigen wieder an. Demnach wären die SW-Sextantis-Sterne kataklysmische Veränderliche kurz vor oder kurz nach einer Novaeruption.

## Beispiele
- SW Sextantis
- DW Ursae Majoris
- LS Pegasi